# Danilo Toninelli
Danilo Toninelli, né le 2 août 1974 à Soresina, est un homme politique italien, membre du Mouvement 5 étoiles.
De 2018 à 2019, il est ministre des Infrastructures et des Transports.

## Biographie
Il est diplômé en 2009 de l'université de Brescia en droit.
En 2013, il est élu député de la circonscription Lombardie 3 pour le Mouvement 5 étoiles.
Lors des élections générales de 2018, il est élu sénateur. Le 27 mars 2018, il devient président de son groupe parlementaire au Sénat et le 1er juin 2018, ministre des Infrastructures et des Transports dans le gouvernement Conte.